# Тунгаев, Бекхан Дуквахович
Бекха́н Дуква́хович Тунга́ев (25 мая 1950, Казахстан — 18 июля 2022) — советский чеченский борец вольного стиля, мастер спорта СССР международного класса, призёр чемпионатов СССР, чемпион РСФСР (1972), 3-кратный чемпион Вооружённых сил СССР, 2-кратный обладатель Кубка СССР, член сборной команды СССР по вольной борьбе.

## Биография
Родился 25 мая 1950 года в депортации в Казахстане. Вольной борьбой начал заниматься в 1967 году. Выступал в весовых категориях до 90 и до 100 кг. Тренер Дэги Багаев. Кроме побед, одержанных в соревнованиях внутри страны, в его активе также победы на международных соревнованиях. Он был чемпионом Спартакиады дружественных армий, победителем многих международных турниров.
В 1976 году оставил большой спорт. В 1981 году начал работать преподавателем физкультуры Валерикской средней школы. В 2005 году переехал во Францию.
В 2010 году награждён премией «Золотая борцовка».
Именем Тунгаева названа улица в селе Валерик.

## Всесоюзные соревнования
- Чемпионат СССР по вольной борьбе 1974 года — ;
- Вольная борьба на летней Спартакиаде народов СССР 1975 года — ;
- Чемпионат СССР по вольной борьбе 1976 года — ;